# Хидрогенкарбонат
Хидрогенкарбонатите са киселинни соли на въглеродната киселина H2CO3. Формулата на аниона е HCO−
3.
Други названия на хидрогенкарбонатите са: хидрокарбонат, бикарбонат.
Хидрогенкарбонатите на алкалните метали са разтворими във вода. Добре разтворими във водата са и тези на алкалоземните метали.

## Получаване
Хидрогенкарбонатите се образуват при продължително пропускане на CO2 през разтвор, съдържащ карбонат:
{\displaystyle {\mathsf {CaCO_{3}+H_{2}O+CO_{2}\rightarrow Ca(HCO_{3})_{2}}}}
Содата за хляб (натриев бикарбонат) се получава по така наречения амонячно-хлориден метод:
{\displaystyle {\mathsf {NaCl+NH_{3}+CO_{2}+H_{2}O\rightarrow NaHCO_{3}+NH_{4}Cl}}}
Натриевият бикарбонат е трудно разтворим в студена вода, затова той може да се отдели от амониевия хлорид чрез филтриране.

## Химични свойства
При нагряване хидрогенкарбонатите се разлагат на съответния карбонат, вода и въглероден диоксид:
{\displaystyle {\mathsf {2NaHCO_{3}\rightarrow Na_{2}CO_{3}+H_{2}O+CO_{2}}}}
Хидролизата на хидрогенкарбонатния йон се извършва по схемата:
{\displaystyle {\mathsf {HCO_{3}^{-}+H_{2}O\rightleftarrows OH^{-}+H_{2}CO_{3}}}}
В резултат на това разтворът на хидрогенкарбонатите има алкална реакция.
Реагират с основи:
{\displaystyle {\mathsf {HCO_{3}^{-}+OH^{-}\rightarrow CO_{3}^{2-}+H_{2}O}}}
Реакция с киселини:
{\displaystyle {\mathsf {HCO_{3}^{-}+H^{+}\rightarrow H_{2}O+CO_{2}\uparrow }}}

## Приложение
Натриевият бикарбонат (сода) се използва в производството на изкуствени минерални води и зареждане на пожарогасители, в сладкарството и пекарните, в бита и в медицината.
Хидрогенкарбонатите на калция и магнезия (Са(НСО3)2, Mg(НСО3)2) определят временната твърдост на водата.

## Физиологично действие
В организма хидрогенкарбонатите са буферни вещества, регулиращи постоянството на кръвната реакциия.